# Virginijus Pikturna
Virginijus Pikturna (* 23. März 1961 in Jurjonai, Rajongemeinde Klaipėda) ist ein litauischer Politiker.

## Leben
Nach dem Abitur an der 1. Mittelschule Palanga absolvierte Virginijus Pikturna 1984 das Diplomstudium der Forstwirtschaft als Ingenieur an der Lietuvos žemės ūkio akademija. 1984 arbeitete er als Förster im Forstamt Kretinga. Von 1985 bis 1990 war er Komsomol-Sekretär in der Rajongemeinde Kretinga. Von 1985 bis 1990 war er Mitglied der Kulturstiftung Litauens und nahm an den Aktivitäten der litauischen Grünenbewegung. Von 1990 bis 1992 war er Deputat im Seimas. Danach arbeitete er bis 1993 bei Lietuvos investicijų bankas, geleitet von Vytautas Dudėnas, und emigrierte er nach Westen. Von 1997 bis 2007 arbeitete er in Prag und später in den USA. Er lebt in Washington, D.C.
Virginijus Pikturna war Mitglied von Lietuvos liberalų sąjunga.
Virginijus Pikturna ist verheiratet und hat eine Tochter.